# Lagocheirus procerus
Lagocheirus procerus is een keversoort uit de familie van de boktorren (Cerambycidae). De wetenschappelijke naam van de soort werd voor het eerst geldig gepubliceerd in 1913 door Casey.